# Rue Saint-Denis (Liège)
Pour les articles homonymes, voir Rue Saint-Denis.
La rue Saint-Denis  est une rue ancienne du centre de Liège (Belgique) reliant la place Saint-Étienne aux abords de la collégiale Saint-Denis.

## Toponymie
La rue porte le nom de la collégiale à côté de laquelle elle est située.

## Historique
Cette très ancienne voie a vraisemblablement été créée à la même époque que la collégiale Saint-Denis dont l'origine remonte à l'an 987, sous le règne de Notger, le premier prince-évêque de Liège.

## Description
Cette rue étroite et pavée a la particularité de longer deux places liégeoises : la place Saint-Étienne et la place Saint-Denis.

## Architecture
L'immeuble situé au no 2 est repris à l'inventaire du patrimoine culturel immobilier de la Wallonie. Cet hôtel particulier bâti lors de la première moitié du XIXe siècle compte cinq travées, une porte cochère et un seul étage.
Les immeubles situés aux nos 4, 6 et 10 sont aussi repris à l'inventaire du patrimoine culturel immobilier de la Wallonie.
La rue longe le côté gauche de la maison Baar-Lecharlier dont la façade principale se situe sur la place Saint-Denis. 

## Voies adjacentes
- Rue Saint-Gangulphe
- Place Saint-Étienne
- Place Saint-Denis
- Rue Donceel
- Rue de la Wache
- Rue Pont-Thomas

### Source et bibliographie
- Yannik Delairesse et Michel Elsdorf, Le nouveau livre des rues de Liège, Liège, Noir Dessin Production, 2008, 512 p. (ISBN 978-2-87351-143-2 et 2-87351-143-5, présentation en ligne), page 371